# Лейк ъф дъ Удс (окръг, Минесота)
Окръг Лейк ъф дъ Удс (на английски: Lake of the Woods County в превод Горско езеро) е окръг в щата Минесота, Съединени американски щати. Площта му е 4597 km², а населението - 4522 души (2000). Административен център е град Бадет.